# كلوديا فيشر
كلوديا فيشر (بالألمانية: Claudia Toth)‏ هي لاعبة كرلنغ نمساوية، ولدت في 24 مايو 1981.

## وصلات خارجية
- كلوديا فيشر على موقع الاتحاد الدولي للكرلنغ (الإنجليزية)